# Stephan Sinding
Stephan Abel Sinding (født 4. august 1846, død 23. januar 1922) var en norsk-dansk billedhugger. Han var bror til komponisten Christian Sinding, billedhuggeren Johanna Sinding og maleren Otto Ludvig Sinding. Han giftede sig i 1885 med den danske skuespiller Elga Anna Augusta Betzonich.
Sinding blev dansk statsborger i 1890.
- Valkyrie fra 1908 i Churchillparken
- Skulpturgruppe på taget af Kongens Nytorv 26
- Skulpturgruppe på Dipylontårnet på Carlsberg
- Fången moder, af Sinding, Nordisk familjebok
- Moder Jord ved Vejen Kunstmuseum
- Ægteparret Sindings gravsted